# Stick PC
Стик-ПК (Stick PC от англ. stick — «втыкать»), или PC-on-a-stick — одноплатный компьютер в небольшом удлинённом корпусе, напоминающем модем или большую флешку. Это устройство, как правило, имеет HDMI-видеопорт. Stick PC представляет собой устройство, которое имеет независимые процессоры или чипы и которое имеет все основные функции компьютера. Это устройство не следует путать с пассивными устройствами хранения данных, такими, как флэш-накопители, которые могут содержать только сохранённые инструкции или операционную систему, которая будет работать на CPU.
Stick PC можно подключить к периферийному устройству, такому, как монитор, телевизор или дисплей для получения визуального или звукового выхода.
Intel Compute Stick является одним из первых подобных устройств.